# Poecilimon
Poecilimon är ett släkte av insekter. Poecilimon ingår i familjen vårtbitare.

## Bildgalleri

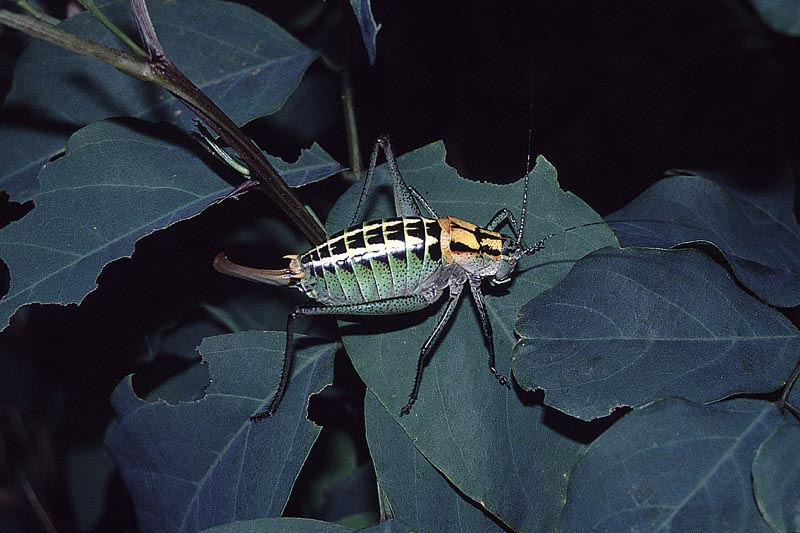

## Dottertaxa tillPoecilimon, i alfabetisk ordning[1]
- Poecilimon adentatus
- Poecilimon aegaeus
- Poecilimon affinis
- Poecilimon amissus
- Poecilimon ampliatus
- Poecilimon anatolicus
- Poecilimon angulatus
- Poecilimon artedentatus
- Poecilimon ataturki
- Poecilimon athos
- Poecilimon azdavayi
- Poecilimon beybienkoi
- Poecilimon bidens
- Poecilimon bifenestratus
- Poecilimon bilgeri
- Poecilimon birandi
- Poecilimon bischoffi
- Poecilimon boldyrevi
- Poecilimon bosphoricus
- Poecilimon brunneri
- Poecilimon celebi
- Poecilimon cervoides
- Poecilimon cervus
- Poecilimon chopardi
- Poecilimon chostae
- Poecilimon cognatus
- Poecilimon concinnus
- Poecilimon cretensis
- Poecilimon davisi
- Poecilimon demirsoyi
- Poecilimon deplanatus
- Poecilimon distinctus
- Poecilimon djakonovi
- Poecilimon doga
- Poecilimon ebneri
- Poecilimon ege
- Poecilimon elegans
- Poecilimon erimanthos
- Poecilimon ersisi
- Poecilimon eskishehirensis
- Poecilimon excisus
- Poecilimon flavescens
- Poecilimon fussii
- Poecilimon geoktschajcus
- Poecilimon gerlindae
- Poecilimon glandifer
- Poecilimon gracilioides
- Poecilimon gracilis
- Poecilimon guichardi
- Poecilimon hadjisarandou
- Poecilimon hamatus
- Poecilimon harveyi
- Poecilimon harzi
- Poecilimon hatti
- Poecilimon haydari
- Poecilimon heinrichi
- Poecilimon heroicus
- Poecilimon hoelzeli
- Poecilimon ikariensis
- Poecilimon inflatus
- Poecilimon intermedius
- Poecilimon iucundus
- Poecilimon izmirensis
- Poecilimon jonicus
- Poecilimon karabagi
- Poecilimon karabukensis
- Poecilimon karakushi
- Poecilimon kisi
- Poecilimon klausgerhardi
- Poecilimon kocaki
- Poecilimon kusnezovi
- Poecilimon kutahiensis
- Poecilimon laevissimus
- Poecilimon lateralis
- Poecilimon ledereri
- Poecilimon lodosi
- Poecilimon luschani
- Poecilimon macedonicus
- Poecilimon mariannae
- Poecilimon marmaraensis
- Poecilimon martinae
- Poecilimon minutus
- Poecilimon miramae
- Poecilimon mistshenkoi
- Poecilimon mytilenensis
- Poecilimon naskrecki
- Poecilimon neglectus
- Poecilimon nobilis
- Poecilimon obesus
- Poecilimon obtusicercus
- Poecilimon oligacanthus
- Poecilimon orbelicus
- Poecilimon ornatus
- Poecilimon paros
- Poecilimon pechevi
- Poecilimon pergamicus
- Poecilimon pindos
- Poecilimon pliginskii
- Poecilimon propinquus
- Poecilimon pulcher
- Poecilimon sanctipauli
- Poecilimon schmidtii
- Poecilimon scythicus
- Poecilimon serratus
- Poecilimon similis
- Poecilimon soulion
- Poecilimon stshelkanovtzevi
- Poecilimon sureyanus
- Poecilimon syriacus
- Poecilimon tauricola
- Poecilimon tauricus
- Poecilimon tereckensis
- Poecilimon tevfikarabagi
- Poecilimon thessalicus
- Poecilimon thoracicus
- Poecilimon toros
- Poecilimon tricuspis
- Poecilimon tschorochensis
- Poecilimon turciae
- Poecilimon turcicus
- Poecilimon ukrainicus
- Poecilimon unispinosus
- Poecilimon uvarovi
- Poecilimon varicornis
- Poecilimon variicercis
- Poecilimon veluchianus
- Poecilimon werneri
- Poecilimon vodnensis
- Poecilimon xenocercus
- Poecilimon zimmeri
- Poecilimon zonatus
- Poecilimon zwicki